# قطعنامه ۱۵۵۹ شورای امنیت
قطعنامه ۱۵۵۹ شورای امنیت سازمان ملل متحد که در تاریخ ۰۲ سپتامبر ۲۰۰۴ (۱۲ شهریور ۱۳۸۳) تصویب شد، سندی بین‌المللی دربارهٔ بررسی وضعیت خاورمیانه است. این قطعنامه طی نشست ۵۰۲۸ام با ۹ رای موافق، ۰ مخالف و ۶ ممتنع تصویب شد.